# Allan S. Andersen
Allan S. Andersen (født 25. juni 1966) er en dansk politiker, som tiltrådte som borgmester i Tårnby Kommune den 1. januar 2018. Han er valgt for Socialdemokratiet.
Han blev første gang valgt ind i Tårnby Kommunalbestyrelse i forbindelse med kommunalvalget i november 2005.
Allan S. Andersen er formand for Økonomiudvalget og formand for Bygge- og Ejendomsudvalget.
Han er oprindeligt uddannet elektriker, og indtil han tiltrådte som borgmester, arbejdede han som forbundssekretær i Dansk El-forbund.  